# ببر شامباوات
ببر شامباوات كانت أنثى ببر بنغالي مسؤولة عن ما يقدر بنحو 436 حالة وفاة في نيبال وتقسيم كوماون في الهند ،خلال السنوات الأخيرة من القرن التاسع عشر والسنوات الأولى من القرن العشرين. تم إدراج هجماتها في موسوعة غينيس للأرقام القياسية باعتبارها أكبر عدد من القتلى من ببر. أطلق عليها جيم كوربت النار عام 1907.